# 툴 (프랑스)

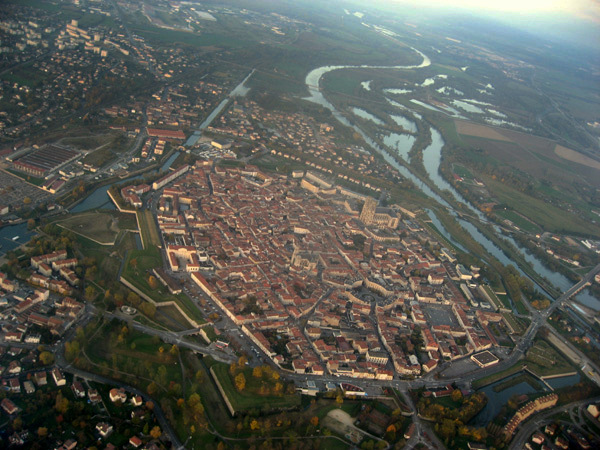
툴

툴(Toul)은 프랑스 동북부 로렌 지방 뫼르트에모젤주의 도시이다.